# ایستگاه چندگانه
هنگامی که یک سامانهی ترابری بیش از یک شیوهٔ ترابری را در بر بگیرد، به آن چندگانه می‌گویند.
برای مثال، ایستگاهی که امکان جابجایی از اتوبوس‌ها به قطارها را فراهم می‌کند یک ایستگاه چندگانه نامیده می‌شود.

## نگارخانه

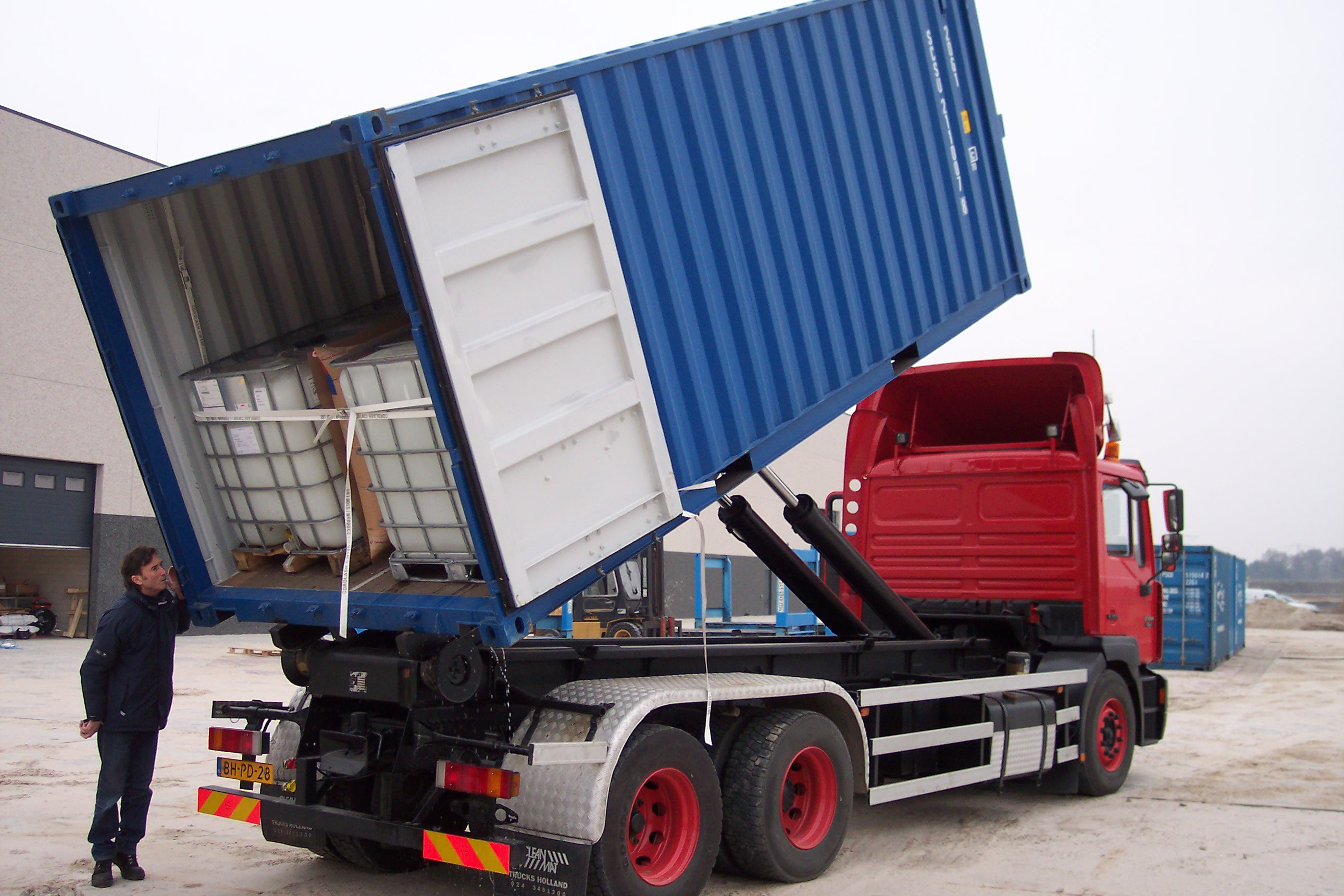
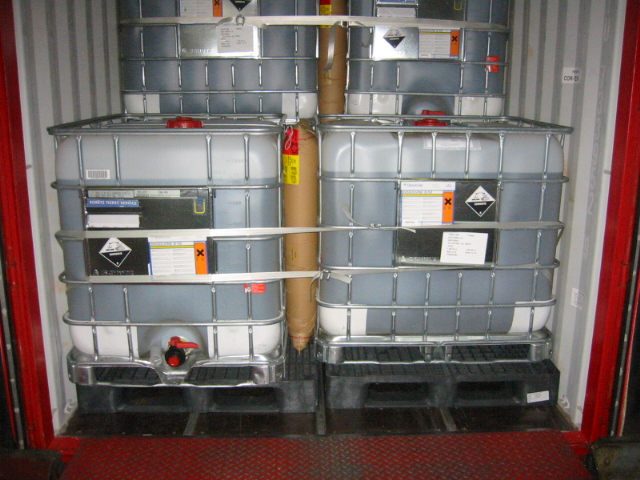
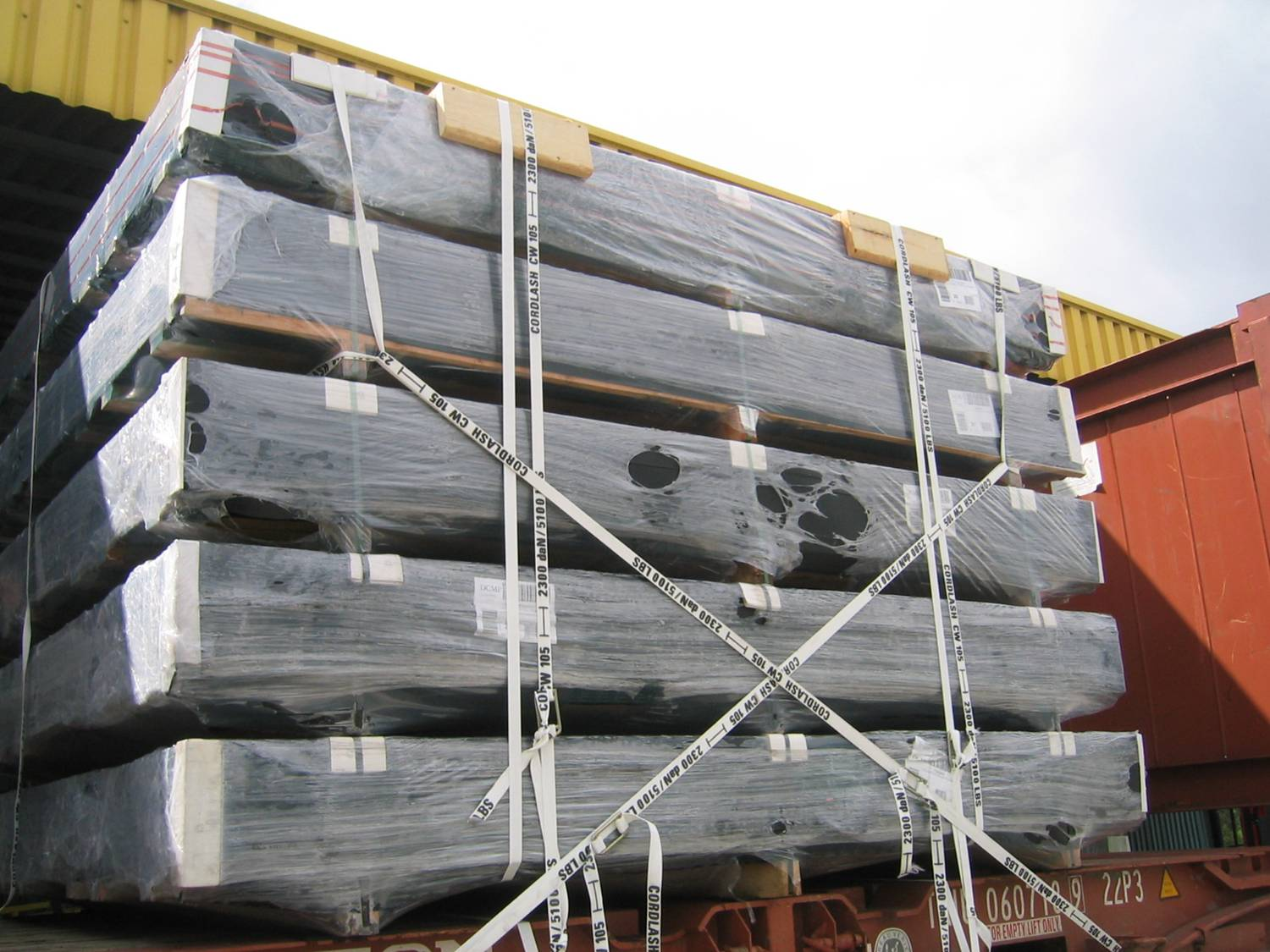
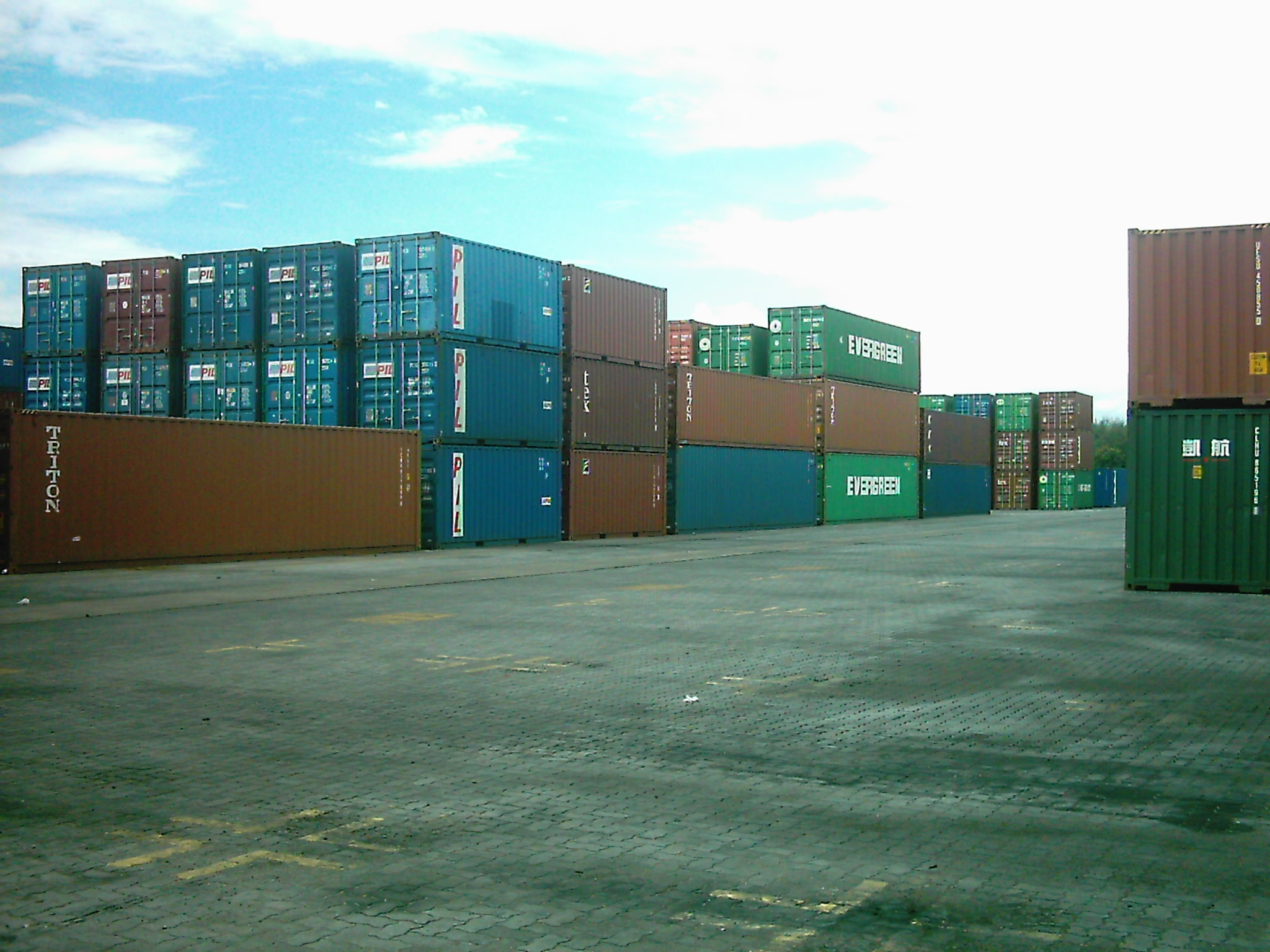
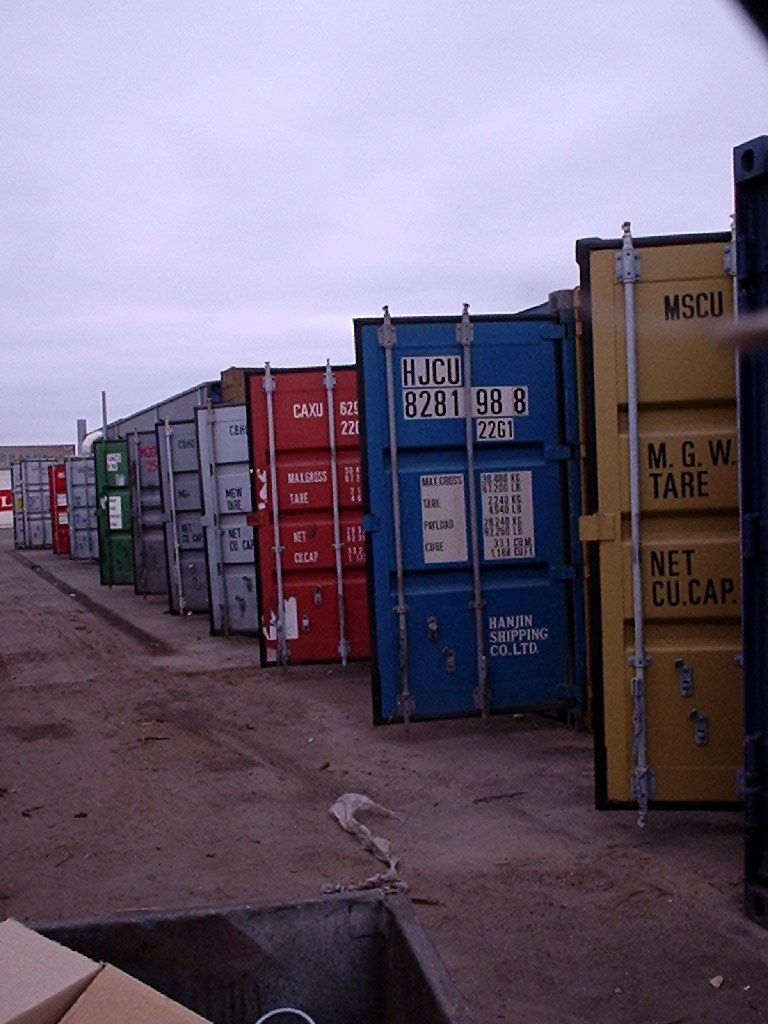
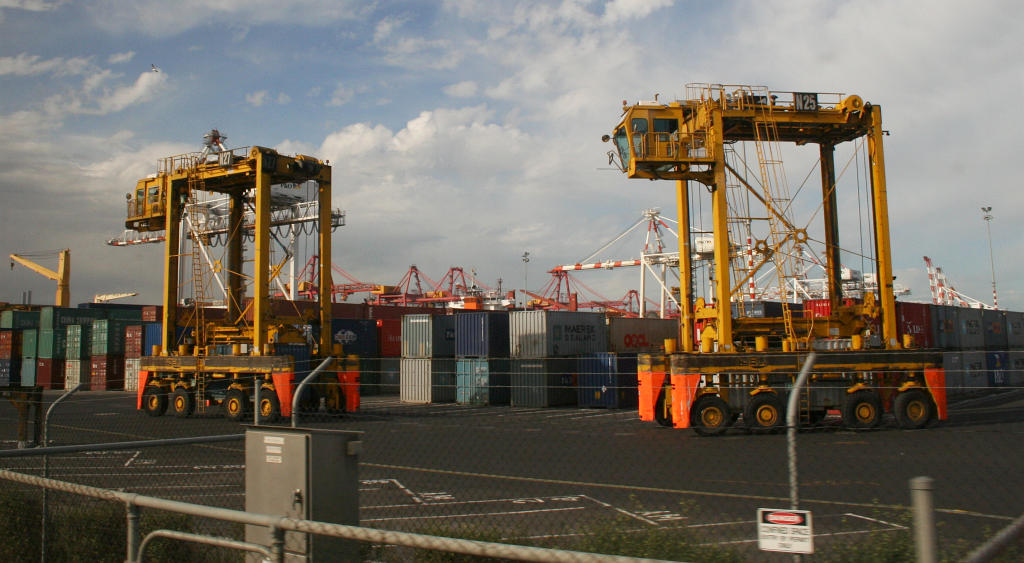
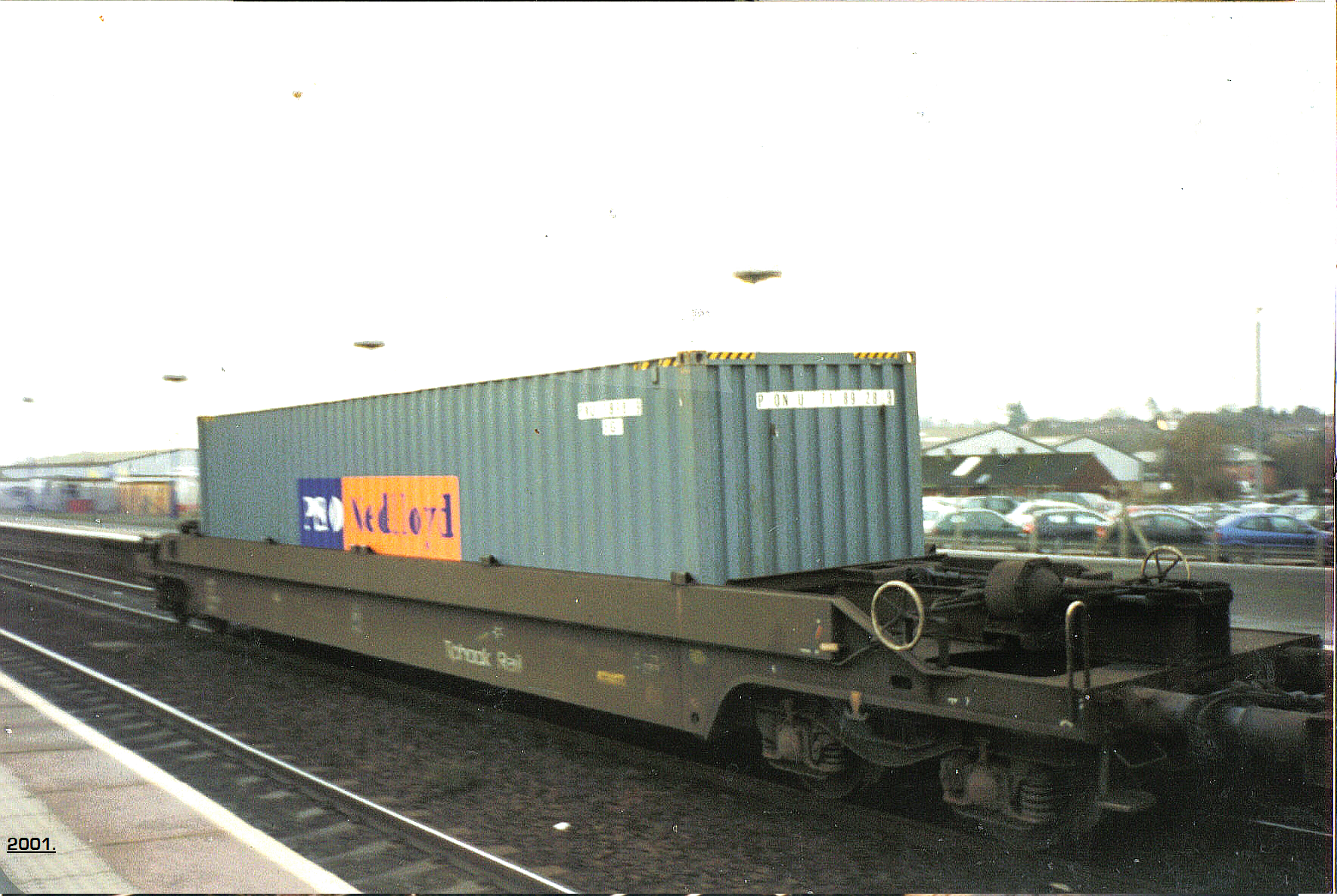
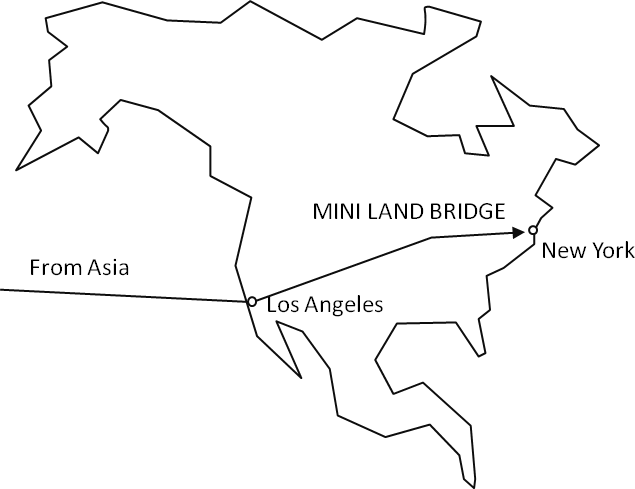
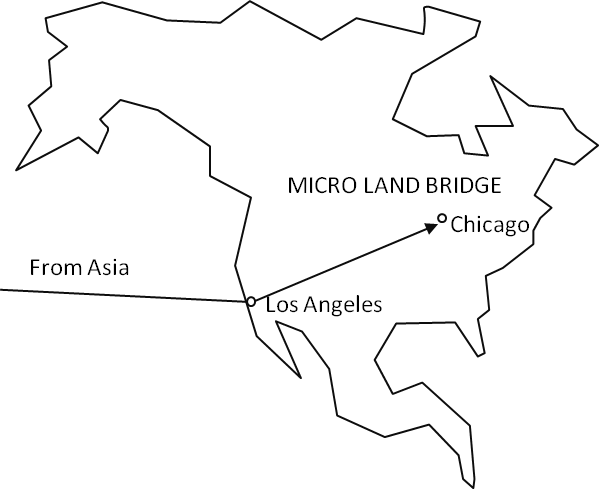
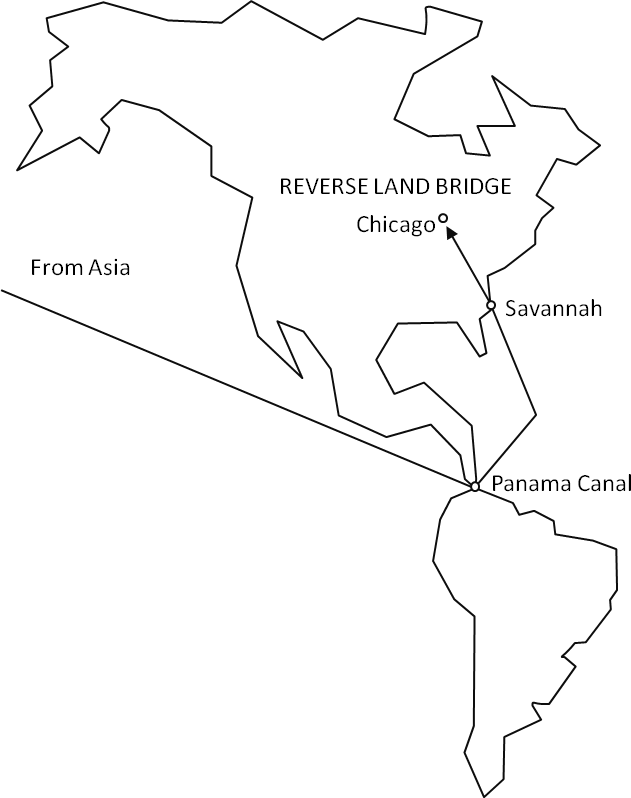